# قرة تيكانلو
قرة تيكانلو هي قرية في مقاطعة خدا أفرين، إيران. في تعداد عام 2006 ، لوحظ وجودها، ولكن لم يتم الإبلاغ عن سكانها.